# ケベコール
ケベコール(Quebecol)は、メープルシロップから単離されるポリフェノールである。化学式はC24H26O7で、系統名は、2,3,3-トリ-(3-メトキシ-4-ヒドロキシフェニル)-1-プロパノールである。シロップにする前のカエデの樹液の分析から、この化合物は天然の樹液中には存在せず、抽出か加工の際に形成されることが示唆された。全合成は2013年に報告された。
世界最大のメープルシロップ生産量を誇るカナダのケベック州に因んで名付けられた。